# Investigación con seres humanos
La investigación con seres humanos es un tipo de investigación científica sistemática que involucra a seres humanos como sujetos de investigación, comúnmente conocidos como sujetos de prueba. La investigación puede ser intervencionista (un ensayo) u observacional.  La investigación con sujetos humanos puede ser investigación médica (clínica) o no médica (por ejemplo, ciencias sociales). La investigación sistemática incorpora tanto la recopilación como el análisis de datos para responder a una pregunta específica. 
La investigación con sujetos humanos se utiliza en diversos campos, incluida la investigación en biología avanzada, medicina clínica, enfermería, psicología, sociología, ciencias políticas y antropología. A medida que la investigación se ha formalizado, la comunidad académica ha desarrollado definiciones formales de investigación con sujetos humanos, en gran medida en respuesta a los abusos contra sujetos humanos.
La investigación médica en sujetos humanos a menudo implica análisis de muestras biológicas, estudios epidemiológicos y de comportamiento y estudios de revisión de historias clínicas. Un tipo específico, y especialmente fuertemente regulado, de investigación médica con sujetos humanos es el ensayo clínico, en el que se evalúan medicamentos, vacunas y dispositivos médicos. 
Por otro lado, la investigación con sujetos humanos en las ciencias sociales a menudo implica encuestas, que consisten en preguntas a un grupo particular de personas. La metodología de la encuesta incluye cuestionarios, entrevistas y grupos focales. También se pueden aplicar otros procedimientos, como la observación etnográficael estudio de campo.

## Pautas internacionales

### Código de Núremberg
El Código de ética médica de Núremberg recoge una serie de principios que rigen la experimentación con seres humanos, que resultó de las deliberaciones de los Juicios de Núremberg, al final de la Segunda Guerra Mundial. Específicamente, el Código responde a las deliberaciones y argumentos por las que fueron enjuiciados la jerarquía nazi y algunos médicos por el tratamiento inhumano que dieron a los prisioneros de los campos de concentración, como por ejemplo, los experimentos médicos del Dr. Josef Mengele. 